# Ali Hama Saleh

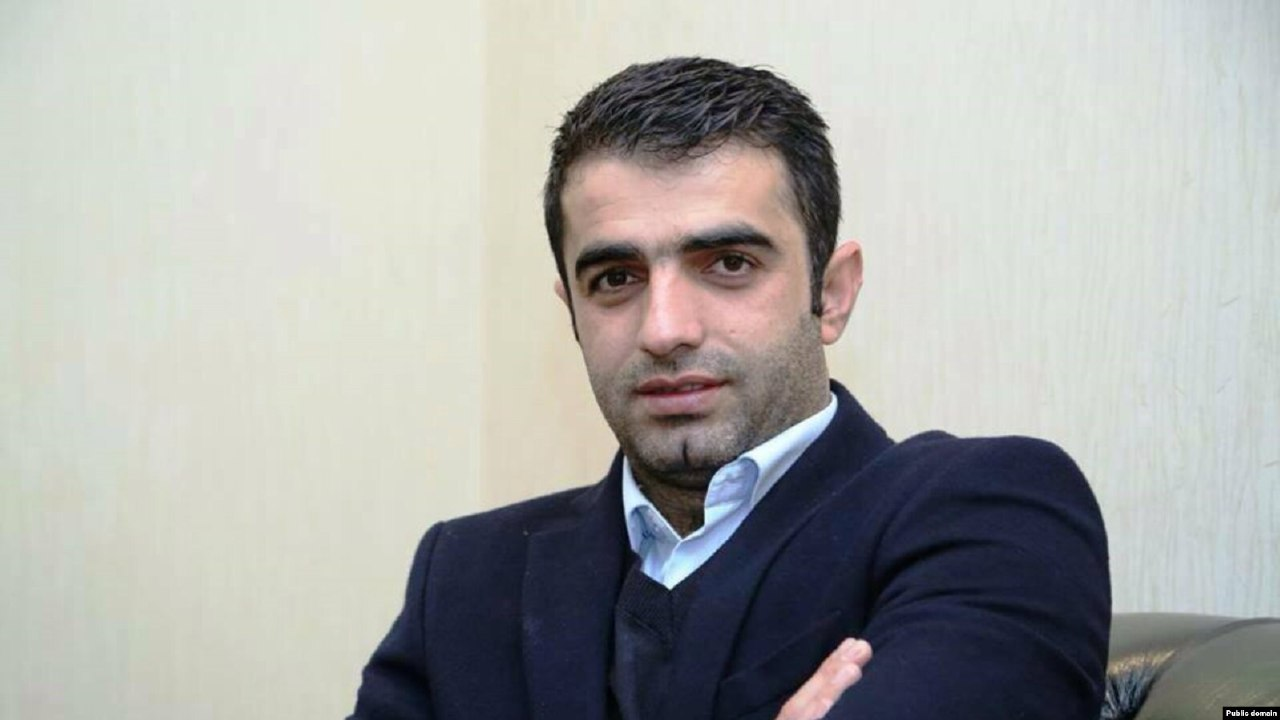

Ali Hama Saleh (* 16. April 1984) ist ein kurdischer Politiker und Mitglied des Parlaments Kurdistans. Bei der Parlamentswahl 2013 konnte er als Kandidat für Gorran etwa 140.000 Stimmen sammeln. Damit erzielte er nicht nur die höchste Stimmenzahl der Kandidaten seiner Partei, sondern aller Kandidaten kurdischer Parteien überhaupt. Aufgrund seiner kritischen Haltung gegenüber der Regionalregierung und der bestehenden Korruption in dieser, erlangte er immer mehr an Popularität. Vor seiner politischen Karriere war er für den Fernsehsender KNN tätig. Dort stellte er mit seiner eigenen Sendung akribisch die Erdöl-Einnahmen der Autonomen Region Kurdistan dar. Deswegen wurde er unter dem bildhaften Pseudonym Taschenrechner bekannt.